# A̰
Cette page contient des caractères spéciaux ou non latins. S’ils s’affichent mal (▯, ?, etc.), consultez la page d’aide Unicode.
A̰ (minuscule : a̰, ou A tilde souscrit, est un graphème utilisé dans l’écriture du kim, du mbelime, du nangnda, du naténi, du ngambay, du zarma et du ǃxóõ. Il s’agit de la lettre A diacritée d’un tilde souscrit.

## Utilisation
En ngambay, le A tilde souscrit ‹ A̰ › représente un A nasalisé,.
En zarma, le A tilde souscrit ‹ A̰ › représente un A nasalisé.
Dans l’alphabet phonétique international, le tilde souscrit indique une laryngalisation, /a̰/ est donc la notation pour un /a/ laryngalisé.

## Représentations informatiques
Le A tilde souscrit peut être représenté avec les caractères Unicode suivants :
- décomposé (latin de base, diacritiques) :

| formes    | représentations | chaînes de caractères | points de code | descriptions                                         |
| --------- | --------------- | --------------------- | -------------- | ---------------------------------------------------- |
| capitale  | A̰               | A◌̰                    | U+0041 U+0330  | lettre majuscule latine a diacritique tilde souscrit |
| minuscule | a̰               | a◌̰                    | U+0061 U+0330  | lettre minuscule latine a diacritique tilde souscrit |